# Parsifal (opera)
Parsifal (albo Parzifal, Perceval) – misterium sceniczne w trzech aktach, do którego muzykę skomponował i libretto napisał Richard Wagner. Utwór ten nazywany też bywa operą lub dramatem muzycznym.
Prapremiera odbyła się 26 lipca 1882 w Bayreuth w Festspielhaus.

## Akcja
Zakon Graala ma regułę: „Ten, co potrafi oprzeć się miłości zmysłowej, może posiąść cudowną siłę Graala”. Wokół tego motta przebiega akcja opery R. Wagnera Parsifal. Występują w niej postacie o imionach znanych z opowieści o rycerzach Okrągłego Stołu, choć treść została przez Richarda Wagnera zdecydowanie zmieniona, podobnie zresztą jak w innych operach, gdzie świat legend miesza się w dowolny sposób z pomysłami kompozytora.

### Czas akcji
Średniowiecze.

### Miejsce akcji
Zamek Graala „Monsalvat” oraz zamek Klingsora.

### Osoby
Mimo że mamy do czynienia z opowieścią pełną mitów i pozornie nierealnych, baśniowych postaci, to należy pamiętać fragment wypowiedzi Gurnemanza: „(...) to człowiek, tak jak my wszyscy”. Bohaterami przedstawienia są więc prawdziwi ludzie, choć często ulegający czarodziejskim wpływom.
- Titurel, rycerz, który dawno temu został odwiedzony przez aniołów i otrzymał od nich kielich Graal oraz włócznię, którą przebito bok Jezusa. Wybudował więc sanktuarium (zamek) Monsalvat i został strażnikiem Graala. Zbierał czystych moralnie wybrańców i utworzył grupę rycerzy, „Bractwo Graala”. Na starość oddał władzę (wraz z prawem do odsłaniania Graala) swojemu synowi Amfortasowi.

- Amfortas, syn Titurela, aktualnie sprawujący opiekę nad Graalem. Niestety, nie spełnia pokładanych w nim nadziei jako strażnika, gdyż jest skupiony na swoim cierpieniu. Amfortas mając dobre chęci wyruszył kiedyś na bój z Klingsorem i wpadł w pułapkę, ulegając pokusie zmysłów. Zgrzeszył, a na dodatek utracił świętą włócznię, którą wcześniej został ugodzony w bok. Zdołał uciec (wspierany przez Gurnemanza), ale bardzo cierpi od rany zadanej mu przez Klingsora. Chce umrzeć i z tego powodu odmawia odsłonięcia Graala.

- Gurnemanz, rycerz Graala; z powodu niedyspozycji Amfortasa przejął nieformalną opiekę nad rycerzami Graala.

- Parsifal, początkowo nieznany nikomu wędrowiec, który wraz z rozwojem akcji opery przeżywa duchową przemianę.

- Klingsor, rycerz. Synonim upadłego anioła, czyli diabła. Dawno temu, chcąc odkupić grzech zmysłów (prawdopodobnie z Kundry), pragnął zostać pokutnikiem oraz rycerzem Graala. Będąc bardzo zdeterminowanym, zdecydował się nawet na samookaleczenie (kastrację), by więcej nie ulegać pokusom. Został jednak odrzucony przez bractwo Graala. Z zemsty zbudował zamek z zaczarowanymi polami. Tam zastawia erotyczne pułapki na rycerzy Graala, by grzeszących brać w czarodziejską niewolę.

- Kundry, kobieta o wielu imionach: Róża Piekielna, Herodiada, Gundryggia, Bezimienna, Pradiablica (jak o niej powiedział Klingsor). Grzesznica mająca w sobie tęsknotę za zbawieniem. Kobieta, która żyje od wielu tysięcy lat. Za wyśmiewanie Jezusa na jego drodze krzyżowej, została skazana na wieczną tułaczkę. Kundry znajduje się pod wpływem czarów Klingsora i na jego polecenie uwodzi rycerzy Graala, doprowadzając ich do grzechu. To ona (będąc przemienioną czarami Klingsora) uwiodła Amfortasa i sprawiła, że bractwo popada w bezradność (prawdopodobnie nie została wówczas rozpoznana przez Amfortasa, choć prawdopodobnie rozpoznał ją Gurnemanz). Gdy nie znajduje się pod wpływem czarów Klingsora, próbuje odkupić swoje winy służąc (za zgodą Gurnemanza) bractwu. Można zaryzykować twierdzenie, że wokół postaci Kundry toczą się losy bohaterów przedstawienia, gdyż większość z nich jest w jakiś sposób z nią związana. Uwaga: nie zostało to dokładnie wyjaśnione, ale istnieje prawdopodobieństwo, że matka Parsifala (czyli „Smutek serca” – Herzeleide) to Kundry, ale „z innego wcielenia” (jak mawiał o jej wcieleniach Gurnemanz).

- Zaczarowane dziewczęta Klingsora, czyli kobiety-kwiaty. Mężczyzna, który ulegnie ich erotycznemu urokowi, zgrzeszy i w konsekwencji zostanie niewolnikiem Klingsora.

- Dwaj rycerze Graala.

- Czterech Giermków.

- Głos z Wysokości.

- Bractwo rycerzy Graala.

- Młodzieńcy i mali chłopcy.

oraz przedmioty (które mają swoje motywy muzyczne):
- święta włócznia, broń, którą dwa tysiące lat temu rzymski żołnierz wbił w bok ukrzyżowanego Jezusa.

- Graal, kielich z którego pił Jezus i do którego zebrano Jego krew spływającą z boku, gdy wisiał na krzyżu. Graal ma cudowną moc: ten, kto go zobaczy, doświadcza cudownego kontaktu z ożywczym światłem, powstrzymującym śmierć.

### Akt I
Średniowieczna, chrześcijańska Europa. Wczesny ranek gdzieś w lesie, niedaleko zamku Monsalvat, w pobliżu jeziora.
Gurnemanz budzi śpiących na łące „strażników lasu”, by przygotowali się do porannej ceremonii kąpieli króla Amfortasa w świętych wodach pobliskiego jeziora. Po wspólnym oddaniu hołdu w kierunku sanktuarium Monsalvat (miejsce przechowywania Graala), witają przybyłych heroldów, zapowiadających przyjazd króla Amfortasa. Wywiązuje się krótka rozmowa Gurnemanza z rycerzami na temat skuteczności balsamu dostarczonego niedawno przez rycerza Gawaina. Niestety, lek nie złagodził cierpień króla. Nadjeżdża (konno) Kundry. Przywozi następny balsam, który, ma nadzieję, pomoże Amfortasowi. W tym czasie nadchodzi orszak z niesionym w lektyce, cierpiącym od krwawiącej rany w brzuchu, królem Amfortasem. Gurnemanz ze smutkiem ocenia jego zachowanie: „jest on niewolnikiem swojej choroby”. Król pojękuje, chce odpocząć i rozpamiętuje kolejną noc pełną cierpień. Ma nadzieję, że rytualna kąpiel w świętym jeziorze „rozjaśni noc cierpień”. Pyta o Gawaina (który niedawno dostarczył balsam). Gdy słyszy, że jego rycerz bez zezwolenia wyruszył na nowe poszukiwania leku, wpada w rozpacz. Obawia się, iż ten wpadnie w sidła demonicznego Klingsora. Jedyną nadzieją dla Amfortasa jest obietnica, którą kiedyś cierpiący król usłyszał od tajemniczej zjawy, podczas ceremonii odsłonięcia Graala: „Oświeconego przez współczucie, niewinnego prostaczka oczekuj. On jest ci naznaczony”. Niestety, wygląda na to, że król zwątpił w przepowiednię. Gurnemanz przekazuje królowi balsam od (jak to powiedział) „zakłamanej” Kundry. Amfortas z wdzięcznością odbiera lek i pyta, czy ma podziękować. Kundry odpowiada: „balsam jest z Arabii”, „nie dziękuj” oraz zwracając się do rycerzy „odprowadźcie króla do kąpieli” (by przyniosła mu ulgę w cierpieniu). Amfortas, wraz z orszakiem, udaje się nad brzeg świętego jeziora (po kąpieli nastąpi ceremonia odsłonięcia Graala). Na scenie zostają Gurnemanz, Kundry i dwóch strażników. Strażnicy wyraźnie nie lubią Kundry, którą chcą ukarać za to, że rzekomo pragnie zniszczyć ich pana. Szturchają ją, próbują przegonić. Przerywa im Gurnemanz. Przypomina, że to właśnie Kundry pomagała bractwu w chwilach zwątpienia, a „jeśli szkoda jakaś powstawała, to tylko korzyść z tego wychodziła”. Gurnemanz przyznaje, że „być może ciąży na niej klątwa”, „może ona żyje tu w innym wcieleniu, po to, aby zmyć winę z poprzedniego życia” oraz „czynami swymi pokutę odbywa, służąc bractwu i sobie”. Gurnemanz ma żal do Kundry, że zabrakło jej, gdy „wielkie cierpienie dopadło bractwo” (chodzi o dramatyczną w skutkach wyprawę Amfortasa do zamku Klingsora, gdzie król ulegając pokusie zmysłów, złamał śluby czystości, grzesząc z nieznaną sobie kobietą, a potem, dodatkowo, został ranny i stracił świętą włócznię). Pyta się: „gdzie byłaś wówczas!”. [Wyjaśnienie: Kundry w tamtym czasie znajdowała się pod wpływem czarów Klingsora. Odmieniona z wyglądu oraz charakteru, na zamku Klingsora uwiodła Amfortasa, sprowokowała go do grzechu i sprowadziła w ten sposób na niego nieszczęście. Wygląda na to, że nikt, z wyjątkiem Klingsora oraz być może Gurnemanza, nic nie wie o podwójnej roli Kundry.]
Gurnemanz zna Kundry długo, „ale jeszcze dłużej zna ją Titurel” (ojciec Amfortasa), który w czasie, gdy budował sanktuarium, znalazł ją „półmartwą, śpiącą pod krzakiem” i zaopiekował się. Gurnemanz przerywa opowieść i z żalem pyta Kundry: „czemu, gdy ciebie potrzebowaliśmy, nie pomogłaś nam?”. W odpowiedzi usłyszał złowieszcze wyznanie: „ja nigdy nie pomagam”.
Gdy strażnik proponuje, aby Kundry, skoro jest taka przydatna dla bractwa, sama odszukała skradzioną świętą włócznię, Gurnemanz nieruchomieje zatrwożony. Przypomina, że nikt nie może podejmować takiego kroku, ze względu na zbyt duże niebezpieczeństwo ze strony czarów Klingsora.
Rycerze chcą poznać szczegóły tragicznej w skutkach wyprawy, na skutek której bractwo utraciło świętą włócznię. Gurnemanz opowiada:
Amfortas chcąc zakończyć szkodliwą działalność Klingsora, osobiście wybrał się na zamek czarownika, uzbrojony w świętą włócznię i zabierając ze sobą tylko jednego pomocnika, Gurnemanza. Niestety, pod zamkiem król dał się skusić nieznajomej, grzesznej kobiecie (to była Kundry, która dzięki czarom Klingsora zmieniła wygląd, przez co przybysze jej nie poznali). Zapominając o swojej misji, Amfortas udał się „pijany w ramionach kobiety” na zamek Klingsora. Tam, korzystając z nieuwagi gościa, Klingsor wkroczył do sali, zabrał włócznię i ranił nią króla, zadając „ranę, która już nigdy się nie zagoi”. Wówczas Gurnemanz wkroczył z pomocą i osłaniając odwrót króla wyprowadził go z zamku.
Na scenie pojawia się dwóch rycerzy ze świty Amfortasa. Oznajmiają, że król zaznał odrobinę ulgi po kąpieli, a teraz wypoczywa.
Członkowie bractwa, zaintrygowani opowieścią Gurnemanza, proszą go o ciąg dalszy, czyli historię życia Klingsora. Oto ona. Pewnego dnia Titurela nawiedzili aniołowie, którzy ofiarowali mu święty kielich Graal oraz świętą włócznię. Aby móc trzymać święte przedmioty w bezpiecznym miejscu, Titurel zebrał „czystych braci”, czyli rycerzy bez grzechu i wybudował wraz z nimi zamek-sanktuarium Monsalvat. Klingsor też chciał wstąpić do bractwa, jednak jego kandydatura została odrzucona. Zawiedziony i pragnący zemsty, zamieszkał niedaleko, na pustyni, w dolinie. Gdy zgłębił arkana czarnej magii, stworzył zamek otoczony polami zaczarowanych, pięknych kobiet-kwiatów, których jedynym zadaniem było kuszenie zbłąkanych mężczyzn, zwłaszcza rycerzy bractwa Graala (grzesznicy stawali się wówczas jego niewolnikami). Tymczasem, Titurel, będąc już zbyt starym, by sprawować przywództwo bractwa, oddał władzę synowi, Amfortasowi. Niestety, młody następca chcąc powstrzymać plagę czarów, wyszedł walczyć z Klingsorem i przegrał. Stracił świętą włócznię i został raniony w bok. Istnieje obawa, że Klingsor chce spełnić swoje stare marzenie i stać się strażnikiem Graala, przejmując go w posiadanie. Pewną nadzieję na pozytywne zmiany daje proroctwo, które cierpiący Amfortas usłyszał podczas ceremonii podniesienia Graala: „Oświeconego przez współczucie, niewinnego prostaczka wyczekuj. On jest ci naznaczony”.
Opowieść Gurnemanza przerywa gwałtowne zamieszanie. Z okrzykami „biada, biada” na scenę wpadają rycerze bractwa wnosząc martwego łabędzia. Okazało się, że nieznany nikomu przybysz (jego imię Parsifal zostanie ujawnione dopiero w II akcie) ustrzelił z łuku ptaka, który frunął nad świętymi wodami jeziora. Co gorsze, wydarzenie wstrząsnęło królem, który widząc spokojnie lecącego łabędzia, uznał ten fakt za dobry znak. Myśliwy został schwytany i wprowadzony na scenę. Jest bardzo zadowolony ze swojego czynu. Po wyjaśnieniach Gurnemanza, że znajdują się w świętym lesie, gdzie „zwierzęta pozdrawiają ludzi jak przyjaciół” i „dają przyjemność swoim widokiem”, zakłopotany przybysz stwierdził, że nie wiedział o tym.
Gurnemanz próbuje nawiązać rozmowę z nieznajomym. Niestety, na jakiekolwiek pytania słyszy odpowiedź „nie wiem”. Rycerze wynoszą martwego łabędzia i idą do króla, który (poza sceną) zażywa kąpieli w jeziorze. Gurnemanz zostaje sam z Kundry i przybyszem. Gurnemanz kontynuuje rozmowę z nieznajomym. Zniecierpliwiony stwierdza: „nie wiesz niczego, o co pytam; co więc wiesz?”. Usłyszał odpowiedź: „miałem matkę „Smutek serca”. „Urodziłem się w lesie, a łuk sam sobie zrobiłem”. Kundry na te słowa gwałtownie reaguje i z zainteresowaniem zaczyna przypatrywać się obcemu. Poznaje go. Okazuje się, że zna jego matkę, a nawet imię ojca: jest nim rycerz Gamuret. Kundry wyjaśnia, że właśnie dlatego, żeby syn nie szedł w ślady ojca (który zginął podczas jednej z wypraw), „matka chroniła go przed bronią”. Kundry przypomina też, że jako młody chłopak porzucił dom, zostawiając matkę samą sobie. Przybysz uzupełnia te informacje wspomnieniami, że wyruszył w świat po spotkaniu z rycerzami, których widział „jak jechali na dziwnych zwierzętach” (chodzi oczywiście o konie) i mocno go zaintrygowali. Chciał być jak oni, czyli walczyć, wygrywać, być silnym. Bali się go „źli ludzie”. Z zamyśleniem pyta: „kto jest dobry”? Gurnemanz odpowiada: „twoja matka jest dobra”. Na to Kundry: „twoja matka nie żyje”. Przybysz jest wstrząśnięty tą informacją, odruchowo rzuca się na Kundry, szarpie ją. Sytuację łagodzi Gurnemanz, interweniując słowami: „znowu przemoc!”. Przybysz uspokaja się i słabnie. Kundry opiekuńczo podaje mu wodę na orzeźwienie, wywołując zadowolenie Gurnemanza, który ocenia jej zachowanie słowami: „tak jest dobrze, zgodnie z zasadą Graala”. Kundry złowieszczo odpowiedziała: „ja nie czynię dobra”.
Kundry zaczyna się dziwnie zachowywać. Jakby zapadała w czarodziejską senność, z której próbuje się wyrwać, lecz bez powodzenia. Usypia, choć broni się przed tym. Jest przerażona. Nie potrafi powstrzymać snu. Zasypia. [Wyjaśnienie: gdy Klingsor swoimi czarami wzywa ją do siebie na służbę, to Kundry wpada w jakby „inne wcielenie”. Przemiana następuje poprzez sen.]
Przez scenę przechodzi orszak królewski Amfortas zakończył kąpiel w świętych wodach jeziora i jest niesiony do sanktuarium na poprowadzenie ceremonii odsłonięcia Graala.
Gurnemanz uznaje, że przybysz może być zapowiadanym wybawicielem. Zaprasza go więc na ceremonię odsłonięcia Graala. Idą we dwóch w las. „Żadna ziemska droga nie prowadzi do Graala”. „Tutaj przestrzenią czas się staje”.
Dzwony sanktuarium biją, wzywając wiernych na ceremonię. Mężczyźni doszli na miejsce przeznaczenia. Rycerzy bractwa jeszcze nie ma. Gurnemanz mówi do przybysza: „teraz patrz uważnie i pozwól patrzeć”. Wchodzi orszak królewski (marsz męskich głosów) wychwalający „codzienną ucztę miłości”. Amfortas jest wniesiony na lektyce. Wyraźnie nie ma ochoty na uczestniczenie w uroczystości. Biją uroczyste bębny. Marsz anielski (pierwszy, krótki). Niestety, Amfortas trwa nieruchomo, nie wykonując swoich powinności. Titurel upomina syna, by zaczął ceremonię. Przypomina, że choć żyje dzięki mocy Graala, to nie ma już sił, by mu służyć. Zapada cisza, którą przerywają okrzyki „biada”, „biada”. To cierpiący Amfortas, u którego ból rany w boku stał się nie do zniesienia. Chce umrzeć, a światło Graala daje długowieczność, której król nie chce. Zniecierpliwiony Titurel nakazuje: „odsłonić Graala”, a zdesperowany Amfortas wykrzykuje: „Nie! Niech zasłonięty będzie!”. Rozpacza. Pojawia się głos anielski, przypominający o przepowiedni: „Oświeconego przez współczucie, niewinnego prostaczka oczekuj. On jest ci naznaczony. Czekaj ufnie.”. Titurel powtórnie nakazuje: „odsłonić Graala”, a zniechęcony Amfortas ulega poleceniu ojca. Celebruje odsłonięcie świętego kielicha. [Rozpoczyna się ceremoniał, który jest podobny do tradycyjnej, chrześcijańskiej mszy św., a więc zawiera: podniesienie, komunię, modlitwę po komunii św. Zebrani rycerze, niczym apostołowie, siedzą wokoło wielkiego stołu, przed nimi stoją kielichy.]
Przygotowanie do podniesienia (pieśń anielska druga). Podniesienie (trąby, temat muzyczny Graala). Przygotowanie do komunii św. (pieśń anielska trzecia, temat muzyczny Graala). Titurel śpiewa pieśń pochwalną dla Pana (Boga). Komunia (marsz anielski). Komunia (marsz rycerski). Modlitwa po komunii św. (chór anielski, wyciszenie i uspokojenie sceny). Zakrycie Graala, zakończenie ceremonii. Wyjście uczestników (marsz instrumentalny).
Gurnemanz z zaniepokojeniem przygląda się przybyszowi. Obawia się, że ten nic nie zrozumiał. Pyta się więc go „czemu tutaj stoisz?”. Przybysz jest bezradny. Zniecierpliwiony i rozgniewany Gurnemanz wygania przybysza z sanktuarium. Pojawia się głos anielski (brzmiący trochę podobnie do głosu Kundry), przypominający przepowiednię: „Oświeconego przez współczucie, niewinnego prostaczka oczekuj. On jest ci naznaczony.” oraz „błogosławieni, trwający w wierze”.
Opada kurtyna. Uwaga: zgodnie z wolą kompozytora (zapisaną w testamencie) publiczność, ze względu na doniosłość ceremonii podniesienia pokazanego podczas misterium, nie powinna po zakończeniu pierwszego aktu bić braw, a jedynie w skupieniu i ciszy wyjść na antrakt (przerwę).

### Akt II
Zamek Klingsora.
Klingsor czarami wzywa Kundry, by poprzez sen przybyła do jego zamku (nie jest do końca wyjaśnione, w jaki sposób Kundry zasypiając w jednym miejscu, przenosi się w inne; jest możliwe, że kobieta ulega czarom wyłącznie jako nieobecna ciałem, senna zjawa). Kundry budzi się z poczuciem, że jest w jakimś ponurym obłędzie, szale, rozpaczy, śmierci. Próbuje stawiać opór Klingsorowi, ale bezskutecznie. Otrzymuje polecenie, by uwieść przybysza (chodzi o Parsifala), który „jest szczególnie niebezpieczny, gdyż chroni go tarcza jego głupoty”. Kundry stanowczo odmawia, jednak wie, że będzie musiała wbrew sobie wykonać czarodziejskie polecenie.
Klingsor w magicznym lustrze widzi, jak przybysz zbliża się do murów jego zamku. Wysyła przeciwko niemu swoich niewolników-rycerzy (prawdopodobnie są to dawni strażnicy Graala, którzy zgrzeszyli, wpadając w czarodziejskie pułapki Klingsora). Parsifal pokonuje pierwszą przeszkodę, przepędzając lub zabijając wrogów.
Drugą przeszkodą jaką napotyka na swej drodze jest zaczarowana łąka pełna pięknych kobiet-kwiatów. Parsifal zachwyca się ich urodą i cudownym zapachem, ale odtrąca je. Chce iść dalej. [Wyjaśnienie: niewolnicy-rycerze, którzy właśnie przed chwilą przegrali bitwę z Parsifalem, w czasie oczekiwania na rozkazy Klingsora trwają w demonicznych rozkoszach, uwięzieni w ramionach kobiet-kwiatów. Przybysz odrzucając urok kobiet-kwiatów uratował się przed losem owych rycerzy.]
Klingsor wystawia Parsifala na ostatnią, najgroźniejszą pokusę, czyli Kundry, która pod wpływem czarów staje się groźną i pełną zmysłowości kobietą. Jej urokowi żaden mężczyzna nie umiał, jak dotąd, się oprzeć. Następuje specyficzny pojedynek kobiecego kuszenia (Kundry) i męskiej niewinności (Parsifal).
Etap 1.
Na początku Kundry próbuje rozrzewnić Parsifala opowiadając o jego matce. Poruszywszy jego uczucia do matki całuje go. Zaznawszy rozkoszy pocałunku Parsifal krzyczy „biada, biada”. Parsifal zrozumiał potęgę grzechu i poczuł ogrom współczucia dla Amfortasa, którego nieszczęście dopiero teraz pojął. Odrzuca rozkosze Kundry.
Etap 2.
Kundry, widząc, że jej kuszenie nie powiodło się, próbuje przedstawić się jako wierząca w Boga i potrzebująca zbawienia. W ten sposób chce wzbudzić zaufanie u Parsifala. Bezskutecznie.
Etap 3.
Parsifal mówi Kundry, ze przyszedł także po to, by i ją zbawić. W odpowiedzi, Kundry prosi Parsifala, żeby ją wyzwolił jako Bóg i został przez jedną godzinę Bogiem w jej ramionach. Parsifal odpowiada, że za tę godzinę zapomnienia zapłaciłby potępieniem wiecznym. Odpycha Kundry i pyta o drogę powrotną do Amfortasa. Kundry odmawia.
Ostatecznie pokonana Kundry z zemsty rzuca przekleństwo na Parsifala: „niech drogi powrotne plączą się tobie tak, abyś nigdy nie odnalazł tej właściwej, będziesz błądził w nieskończoność!”.
Widząc porażkę Kundry, zdesperowany Klingsor osobiście wkracza do akcji. Atakuje Parsifala rzucając w niego włócznią Parsifal przechwytuje ją w locie, wykonuje znak krzyża, a Klingsor wraz ze swym zaczarowanym królestwem zapada się pod ziemię. Parsifal odchodzi, zostawiając wśród ruin zamku osamotnioną i bezradną Kundry. Na odchodne mówi do niej: „wiesz, gdzie mnie możesz znaleźć”.

### Akt III
Polana w lesie (ta sama, na której zaczynał się akt pierwszy), pod zamkiem Monsalvat, wiele lat (może nawet wiele wieków) później. Jest wczesny poranek Wielkiego Piątku (w kalendarzu chrześcijańskim to dzień upamiętniający ukrzyżowanie Jezusa). Na scenie znajdują się: Gurnemanz i leżąca Kundry.
Ciszę przerywa rozpaczliwy jęk Kundry. Gurnemanz znajduje jej ciało leżące w krzakach. Kobieta wydaje się być „półmartwa”. Budzi się. Półprzytomna wstaje i mówi (jakby do siebie): „służyć”. Widać, że nastąpiła w niej jakaś przemiana duchowa. [Wyjaśnienie: Kundry została wyzwolona z czarów poległego Klingsora i dzięki temu może zacząć nowe życie] Gurnemanz opowiada Kundry losy bractwa po jej ostatnim zniknięciu (gdy nieoczekiwanie zapadła w sen i opuściła otoczenie rycerzy). Cierpiący Amfortas uporem w odmowie odsłonięcia Graala doprowadził już do zgonu swojego ojca, Titurela i teraz czeka na własną śmierć (która pozwoli mu uwolnić się od bólu spowodowanego raną w brzuchu). Nie dba już również o losy bractwa. Rycerze pozbawieni „Bożego Ciała” nauczyli się od zwierząt żywić się korzonkami i owocami lasu. Są osłabieni i przygnębieni. Panuje bezradność.
Pojawia się obcy przybysz w „ponurej zbroi”. To Parsifal. Poznaje Gurnemanza, ten poznaje Parsifala. Gurnemanz poznaje również świętą włócznię, którą rycerz przyniósł ze sobą i w jej odnalezieniu widzi cud oraz najwyższą łaskę boską objawioną w tak wielkim dniu, czyli Wielkim Piątku. Parsifal ma poczucie winy, że zbyt długo trwał jego powrót. Rozpacza z tego powodu. Jest osłabiony długą wędrówką. Gdy opada z sił, Kundry podaje mu wodę. Łagodnie powstrzymuje ją Gurnemanz słowami: „nie, nie w ten sposób, jego nakarmi niebiański pokarm”. Oboje pomagają Parsifalowi zdjąć zbroję i przystępują do rytualnego obmywania ciała przybysza. Parsifal zwraca się do Gurnemanza z prośbą o skropienie mu głowy wodą (symboliczny akt chrztu-oczyszczenia). Kundry pokornie obmywa jego stopy, które wyciera własnymi włosami (symbol odnoszący się do gestu umycia nóg Jezusowi przez Magdalenę – w nauce swej Jezus, poprzez umycie nóg, rozumiał oczyszczenie z grzechów powszednich). Gurnemanz namaszcza olejkami głowę Parsifala.
Parsifal, już jako nowy król, decyduje, że jego pierwszą powinnością będzie udzielenie chrztu Kundry. Staje przed nią ze słowami: „przyjmij chrzest i uwierz w Odkupiciela”. Kundry pokornie i z ogromną wiarą przyjmuje jego słowa.
Parsifal spokojnym wzrokiem rozgląda się wokół. Na łące kwitną polne kwiaty. Uważa, że choć widział cudowne, czarodziejskie kwiaty pod zamkiem Klingsora, to te dziko rosnące wydają się być najpiękniejsze. Mówi: „Nawet kobiety-kwiaty nie były tak słodkie i dające radość”.
Temat kwiatów staje się motywem rozmowy Parsifala z Gurnemanzem. Według Parsifala kwiaty zroszone poranną rosą wyglądają na mokre od łez Odkupiciela, który płacze za grzeszników. Zdaniem Gurnemanza są to łzy radości, bo świat podąża w dobrym kierunku.
Nadeszła pora na ceremonię odsłonięcia Graala. Biją kościelne dzwony. Cała trójka odchodzi w kierunku zamku Monsalvat.
W sanktuarium rozpoczyna się ponury marsz rycerzy, którzy oczekują odsłonięcia Graala. Wnoszą rannego Amfortasa i trumnę z ciałem Titurela. Próbują wywierać presję na królu, by odstąpił od swojej decyzji i dokonał ceremonii. Amfortas odmawia. Rycerze w bezradności otwierają wieko trumny, by pokazać królowi, do czego doprowadza jego upór. Amfortas ponownie odmawia.
Do sali wchodzi Parsifal w otoczeniu Gurnemanza i Kundry ze słowami: „tę bolącą ranę może zamknąć tylko święta włócznia”. Dotyka ranę i przynosi Amfortasowi widoczną ulgę. Błogosławi cierpienie Amfortasa, które wywołało u niego współczucie. Oddaje bractwu włócznię, nakazuje odsłonięcie Graala i przeprowadza ceremonię podniesienia. Z kielicha wyfruwa gołębica i unosi się nad głowa Parsifala. Kundry wpatruje się w ekstazie w Parsifala i umiera. Gurnemanz i Amfortas klękają. Parsifal wznosi kielich nad modlącym się rycerstwem.